# Goniothalamus maewongensis
Goniothalamus maewongensis este o specie de plante din genul Goniothalamus, familia Annonaceae, descrisă de Richard M.K. Saunders și Chalermglin. Conform Catalogue of Life specia Goniothalamus maewongensis nu are subspecii cunoscute.